# 青洲 (清水灣)
青洲（英語：Steep Island），是香港一個無人居住的島嶼，地區行政上屬於西貢區。位於清水灣對開海面，距離布袋澳大約2.3 km（1.4 mi），為清水灣郊野公園一部份。青洲西面多為山崖及海蝕洞，當中較為知名的有鶴岩洞，為島上名勝。